# Набоків
Набо́ків — село в Україні, у Черкаському районі Черкаської області, у складі Городищенської міської громади. Населення — 462 чоловіка (на 2001 рік).

## Історія
- Село постраждало внаслідок геноциду українського народу, проведеного окупаційним урядом СССР 1932-1933 та 1946-1947 роках.

## Миколаївська церква

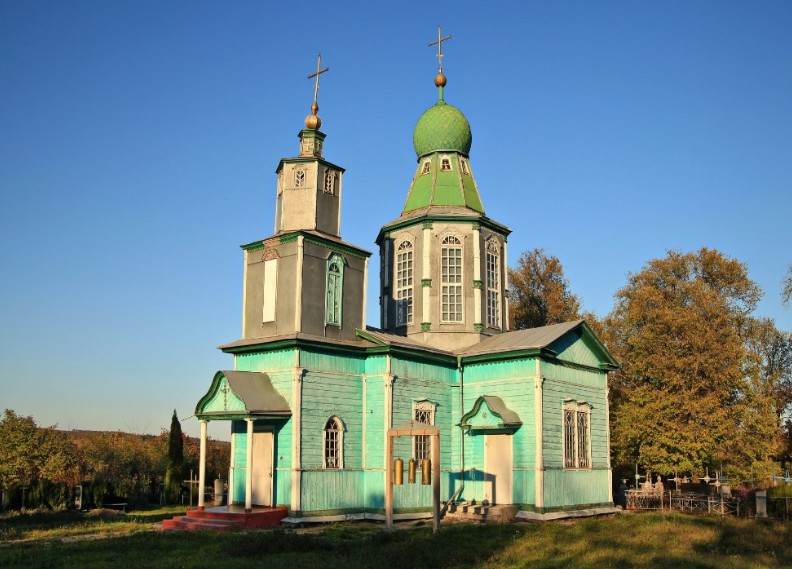
Миколаївська церква у селі Набоків

У селі Набоків збереглася Миколаївська церква, що має цікаву історію. За свідченнями краєзнавця Олександра Мальона, храм було збудовано у 1853 році. У 1904 році мешканці хутора Набоків викупили церкву в сусідньому селі Буда-Орловецька і перевезли до себе. Це стало поштовхом для підвищення статусу населеного пункту — Набоків набув статусу села.
Існує також альтернативна версія, згідно з якою від старої будівлі зберігся лише нижній ярус, а верхня частина була добудована пізніше. У роки Другої світової війни храм зазнав значних пошкоджень — згорів верхній купол. У радянський період з нього було знято дзвони, будівлю використовували як склад, а згодом — як спортивну школу. Внаслідок цього було втрачено інтер'єр, а настінні розписи зафарбовано.
На початку 1990-х років церкву було повернуто релігійній громаді. Відновленням внутрішнього оздоблення займався городищенський художник Олександр Баклицький.